# 巴雷克塔赫河
巴雷克塔赫河是俄羅斯的河流，位于薩哈共和國北部科捷利內島上，河道全長205公里，流域面積約4,110平方公里，最終注入東西伯利亞海。